# 지금 만나러 갑니다 (2018년 영화)
"지금 만나러 갑니다"는 2018년에 개봉한 대한민국의 영화이다. 이치카와 다쿠지의 동명소설이 원작이다.

## 줄거리
1년 후 비가 오는 날 다시 돌아오겠다는 믿기 힘든 약속을 남기고 세상을 떠난 아내 ‘수아’{손예진}가 기억을 잃은 채 1년 뒤 장마가 시작된 어느 날 남편 ‘우진{소지섭}과 아들{김지환} 앞에 다시 나타난다. 기억을 잃은 수아는 남편과 아들을 알아보지 못하고, 부자는 수아가 죽었다는 사실을 숨긴 채 다시 삶에 적응하도록 돕는다. 수아는 첫 만남과 첫 키스 등 사랑했던 시절에 관한 이야기를 전해 들으며 우진과 다시 사랑에 빠지지만, 장마가 끝나가면서 되찾은 가족의 행복도 끝을 향해 달려간다.

## 캐스팅
- 소지섭 : 정우진 역
- 손예진 : 임수아 역
- 김지환 : 정지호 역
- 고창석 : 홍구 역
- 이유진 : 고등학생 정우진 역
- 김현수 : 고등학생 임수아 역
- 배유람 : 고등학생 홍구 역
- 이준혁 : 최 강사 역
- 서정연 : 서빈 엄마 역
- 신우희 : 지호 담임선생님 역
- 이민성 : 서빈 역
- 정수빈 : 소정 역
- 엄서현 : 나은 역
- 김민석 : 철희 역
- 박준현 : 봉주 역
- 이승준 : 과거 체육 선생님 역
- 백현우 : 과거 수학 선생님 역
- 장우연 : 과거 영어 선생님 역
- 조하석 : 남 친척 역
- 정서인 : 여 친척 역
- 이호수 : 동료 수영강사 역
- 이상철 : 운동회 마지막 주자 역
- 이보영 : 커피숍 남 역
- 최요운 : 과거 대학원 교수 역
- 서영삼 : 버스 기사 역
- 한재하 : 스쿠프 남 역
- 가정호 : 과거 우진반 학생 역
- 이준성 : 남자 학예회 사회자 역
- 박윤영 : 여자 학예회 사회자 역
- 김겸 : 지호 반 친구 역
- 김지호 : 지호 반 친구 역
- 성승우 : 지호 반 친구 역
- 최은후 : 지호 반 친구 역
- 곽민서 : 지호 반 친구 역
- 권예진 : 지호 반 친구 역
- 박라희 : 지호 반 친구 역
- 김선율 : 지호 반 친구 역
- 감소현 : 지호 반 친구 역
- 최다미 : 지호 반 친구 역
- 김지민 : 지호 반 친구 역
- 김하은 : 지호 반 친구 역
- 강태웅 : 지호 반 친구 역
- 안성원 : 지호 반 친구 역
- 차봉주 : 극장 발가락 양말 남 역
- 정현우 : 경양식 웨이터 역
- 유은성 : 자전거 여중생 역
- 김시윤 : 갓난 아기 지호 역
- 송지연 : 하교길 마중 어머니 역
- 형진성 : 어린 우진 수영대역
- 김우서 : 대학생 우진 수영대역
- 이진 : 어린 수아 수영대역
- 공효진 : 한복녀 역 (특별출연)
- 박서준 : 대학생 정지호 역 (특별출연)
- 손여은 : 현정 역 (특별출연)

## 촬영지
영화의 주요 배경은 영동군 상촌면에 있는 마을이며 영화의 30여 분이 촬영되었다.

## 같이 보기
- 2018년 대한민국의 영화 목록